# Stuart Staples
Pour les articles homonymes, voir Staples (homonymie).
Stuart Staples, né le 14 novembre 1965, est un musicien anglais de Nottingham, plus connu comme étant le chanteur principal du groupe Tindersticks.

## Biographie
Stuart Ashton Staples est un guitariste de formation qui a commencé au sein du groupe Asphalt Ribbons, avant de fonder Tindersticks en 1993. il a également publié deux albums solo Lucky Dog Recordings 03-04 et Leaving Songs et composé seul la bande originale des films de Claire Denis, L'Intrus (2004) et White Material (2009). Avec Tindersticks il a composé les musiques originales de quatre autres films de la réalisatrice française Nénette et Boni, Trouble Every Day, 35 rhums et Les Salauds. En 2005, il chante sur le morceau A Secret Place, sur l'album Les Retrouvailles de Yann Tiersen, ainsi que sur le second Album de Cascadeur, Ghost Surfer, en 2014.

## Discographie en solo
Pour la discographie avec Tindersticks se référer à la page concernée.
- Lucky Dog Recordings 03-04 (2005)
- Leaving Songs (2006)
- Arrythmia (2018)